# 6666 (število)
6666 (šést tísoč šésto šéstinšéstdeset) je naravno število.
6666 je deveterokotniško število.
6666 je skupno število stihov v Kur'anu.
Med okultisti velja, da ima satan 6 legij s po 66 kohortami s po 666 četami po 6666 demonov.

## Zanimivosti
Ta članek je bil ravno 6666. v slovenski Wikipediji (17. oktober 2004).